# Tosca (1941)
Tosca ist ein 1940 gedrehter italienischer Spielfilm nach der Vorlage von Giacomo Puccinis gleichnamiger Oper und Victorien Sardous Bühnenstück. Unter der Regie von Carl Koch und (ungenannt) Jean Renoir spielt der argentinische Filmstar Imperio Argentina die Titelrolle. Ihr zur Seite standen Michel Simon und Rossano Brazzi in den männlichen Hauptrollen.

## Handlung
Die Handlungsabläufe halten sich weitgehend an den literarischen bzw. musikalischen Vorlagen, lediglich wird hier das dramatische Gewicht von der Hauptfigur zum Widersacher verschoben: Der Jakobiner Angelotti entkommt mit Hilfe seiner Schwester seiner Gefangenschaft auf der Engelsburg in Rom. Sein Freund Mario Cavaradossi hilft ihm, sich zu verstecken. Cavaradossis Geliebte ist die schöne, verführerische Floria Tosca, der von Roms Polizeipräfekt Scarpia das Versteck Angelottis entlockt wird. Daraufhin gerät Angelotti wieder in die Fänge der Justiz. La Tosca glaubt, Scarpia das Versprechen abgenötigt zu haben, ihren Geliebten zu verschonen, doch der Polizeichef hält sich nicht daran. Cavaradossi wird hingerichtet, woraufhin Floria den obersten Polizisten ersticht. Anschließend richtet sie sich selbst.

## Produktionsnotizen
Die von einer venezianischen Produktionsfirma finanzierten Dreharbeiten zu Tosca – ein Film, an dem zahlreiche cineastische Talente beteiligt gewesen waren – begannen am 6. Mai 1940 unter der Regie des französischen Starregisseurs Jean Renoir. Da Italien nach Kriegsausbruch 1939 an die Seite von Hitler-Deutschland gerückt war und aufgrund einer Attacke italienischer Faschisten auf Renoir auf offener Straße, kehrte dieser nach nur wenigen Drehtagen am 19. Mai 1940 nach Paris heim, und sein ehemaliger Assistent Carl Koch übernahm die Regie. Im Vorspann wird nur dieser genannt. Tosca war kurz vor Weihnachten 1940 abgedreht und erlebte am 31. Januar 1941 seine heimatliche Uraufführung. Die reichsdeutsche Premiere war am 18. April 1942, in Wien lief der Film am 7. Mai 1942 an. Die Berliner Premiere von Tosca fand am 2. Juni desselben Jahres gleich in zwei Kinos statt.
Der Österreicher Gustav Abel schuf die umfangreichen Filmbauten. Koch-Gattin Lotte Reiniger und Luchino Visconti waren als Regieassistenten an dieser Produktion beteiligt.

## Synchronisation
| Rolle                  | Darsteller        | Synchronsprecher  |
| ---------------------- | ----------------- | ----------------- |
| Floria Tosca           | Imperio Argentina | Franziska Liebing |
| Polizeipräfekt Scarpia | Michel Simon      | Walter Holten     |
| Mario Cavaradossi      | Rossano Brazzi    | Hans H. Fiedler   |
| Angelotti              | Adriano Rimoldi   | Heinrich Sauer    |

## Kritiken
„Von allen Toscas, die, seit die Bilder laufen können, regelmäßig gedreht werden, zeichnet sich diese durch eine ganz besondere Eigenschaft aus: Es ist nämlich eine römische Tosca, die ganz tief in die große landschaftliche und architektonische Stimmung des barocken Roms der Päpste eintaucht.“

Paimann’s Filmlisten resümierte: „Diesmal wurde wieder die Oper ohne Rahmenhandlung verfilmt, die Musik aber nur illustrativ verwandt. Die Regie ließ das Ensemble lang ausspielen, schaffte durch Interieurs und Außenaufnahmen einen stilgerechten Rahmen und war um, die Bühnenform sprengende, Massenszenen bemüht.“
Im Lexikon des Internationalen Films heißt es: „Im Ergebnis wenig überzeugend, aber von Interesse durch die Mitwirkung renommierter Künstler, darunter Jean Renoir als ungenannter Regisseur der ersten fünf Drehtage.“